# Parkanlagen in Aschersleben

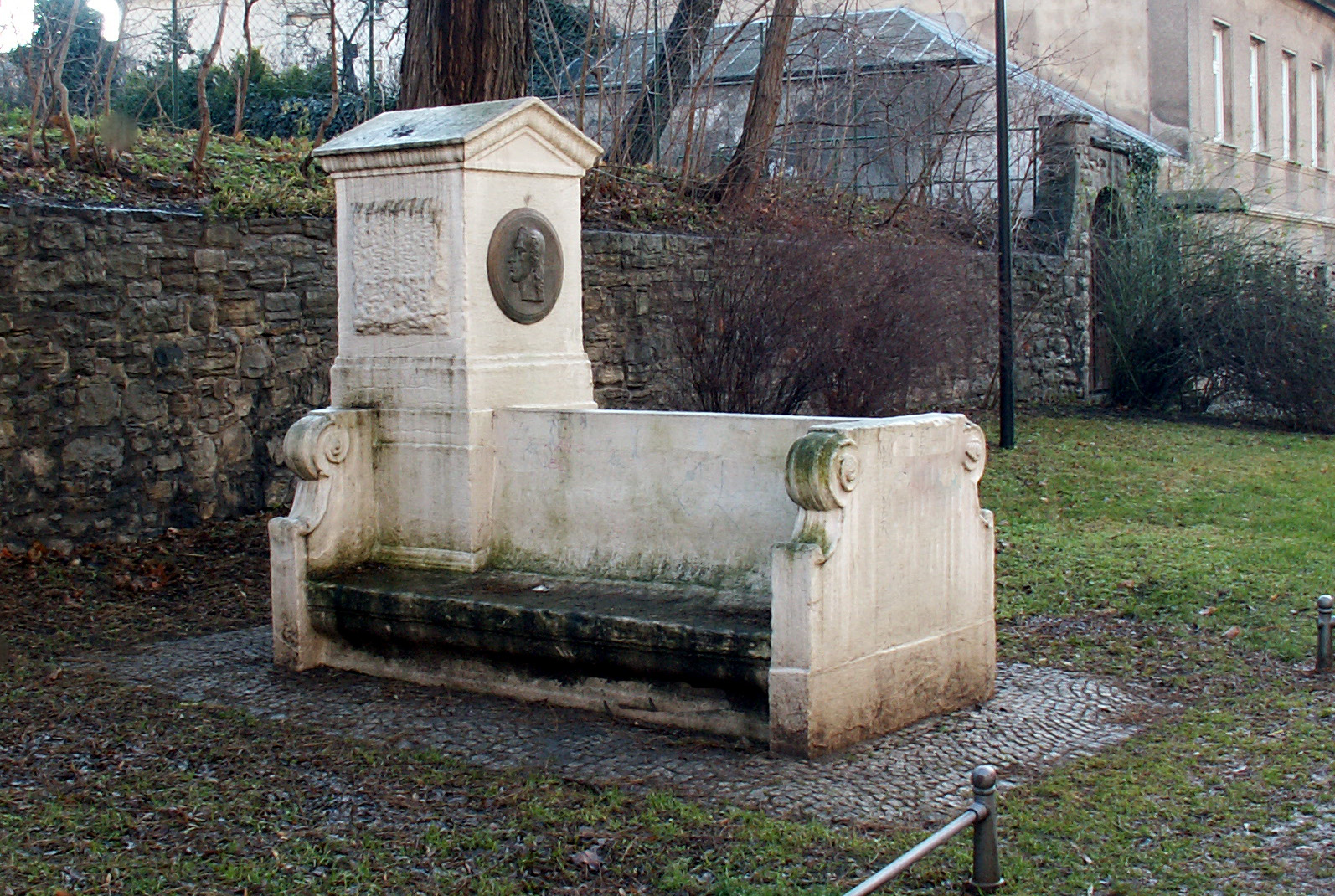
Schillerbank in der Promenade von Aschersleben

Dieser Artikel beschreibt die Parkanlagen sowie die Naherholungsgebiete der Stadt Aschersleben.

## Naherholungsgebiet Alte Burg
Dieser Höhenzug liegt im Süden und Südosten der Stadt Aschersleben. Er ist etwa 10 Gehminuten vom Stadtzentrum entfernt. Der Naturpark erstreckt sich in etwa 2,5 km Länge sowie 1,5 km Breite. Im Süden, Westen und Nordwesten schlängelt sich die Eine um den Höhenzug. Schon im 11. Jahrhundert wurde auf dem Gelände eine Flucht- und Fliehburg (Burg Aschersleben) der Askanier angelegt, deren Reste heute im Zoo Aschersleben zu finden sind.
Das Gelände war lange Zeit kahl und wurde erst Mitte des 19. Jahrhunderts durch den Verschönerungsverein der Stadt bepflanzt. Die Westdorfer Warte befindet sich etwa in der Mitte des Höhenzugs und war als Wartturm Teil der Stadtbefestigung. Einen Blick ins Einetal bietet der Luisenblick. Dort befindet sich ein kleiner Holzpavillon.

Gondelteich am Freibad
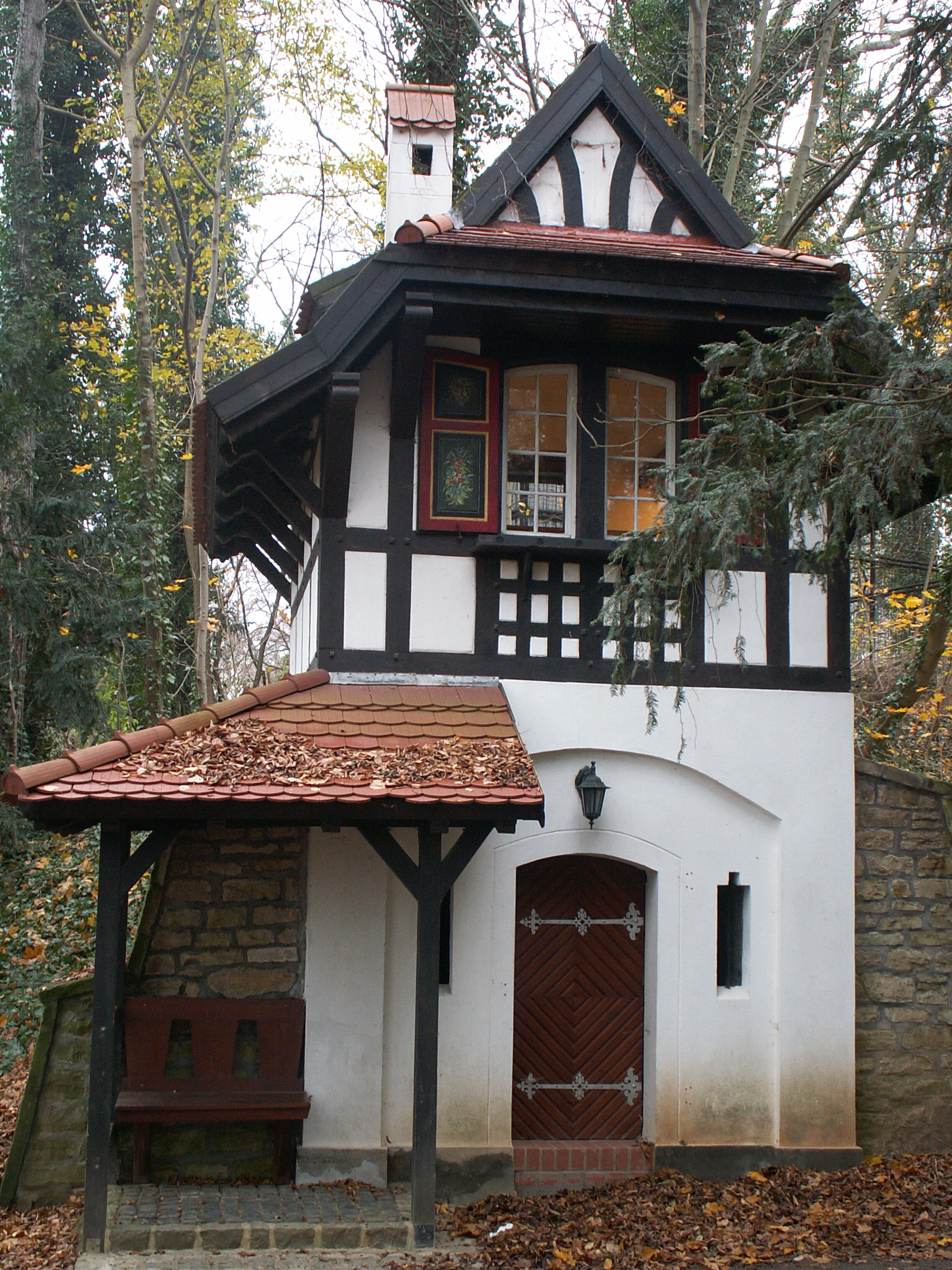
Burgwärterhäuschen auf der Alten Burg
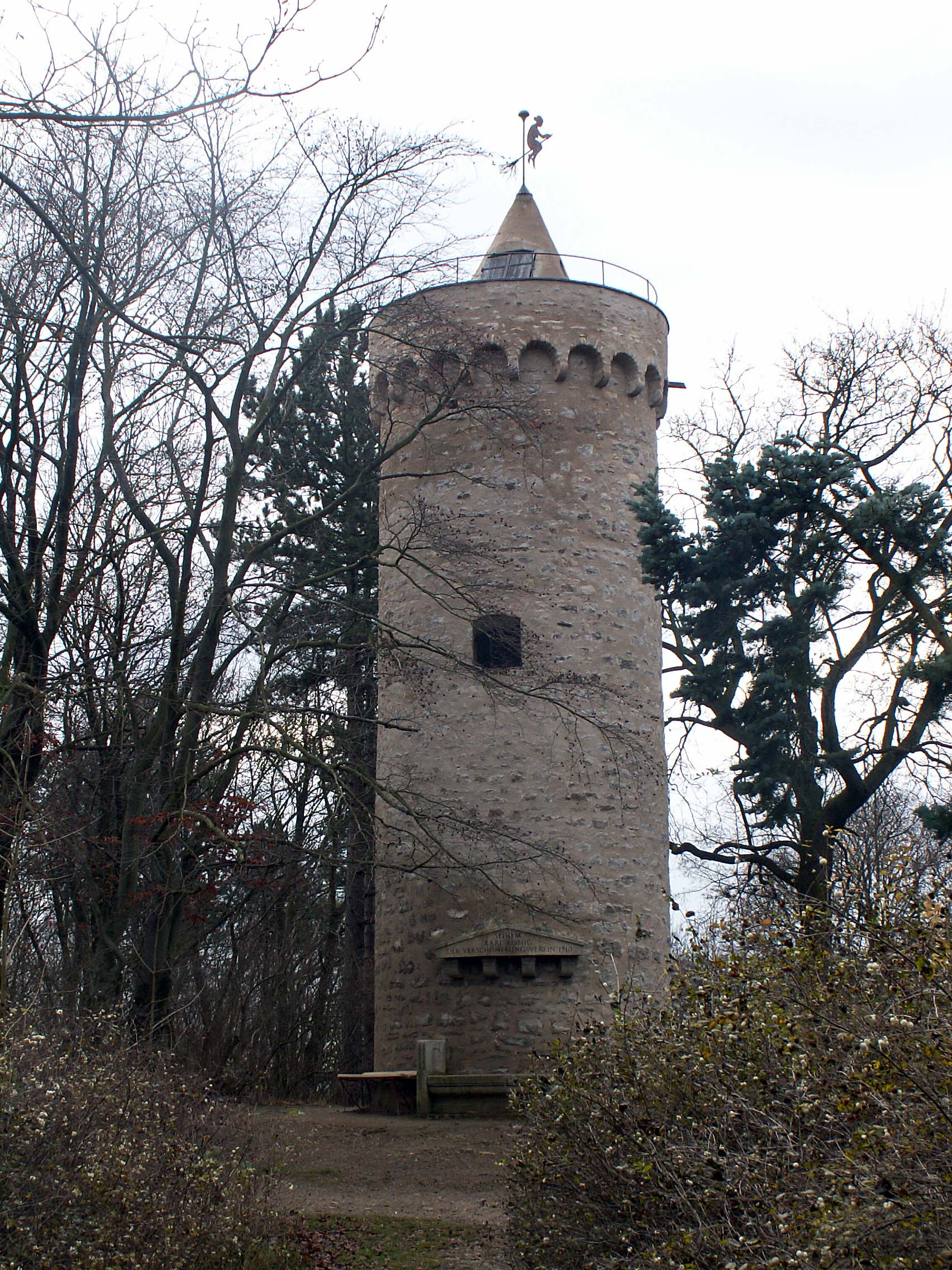
Westdorfer Warte
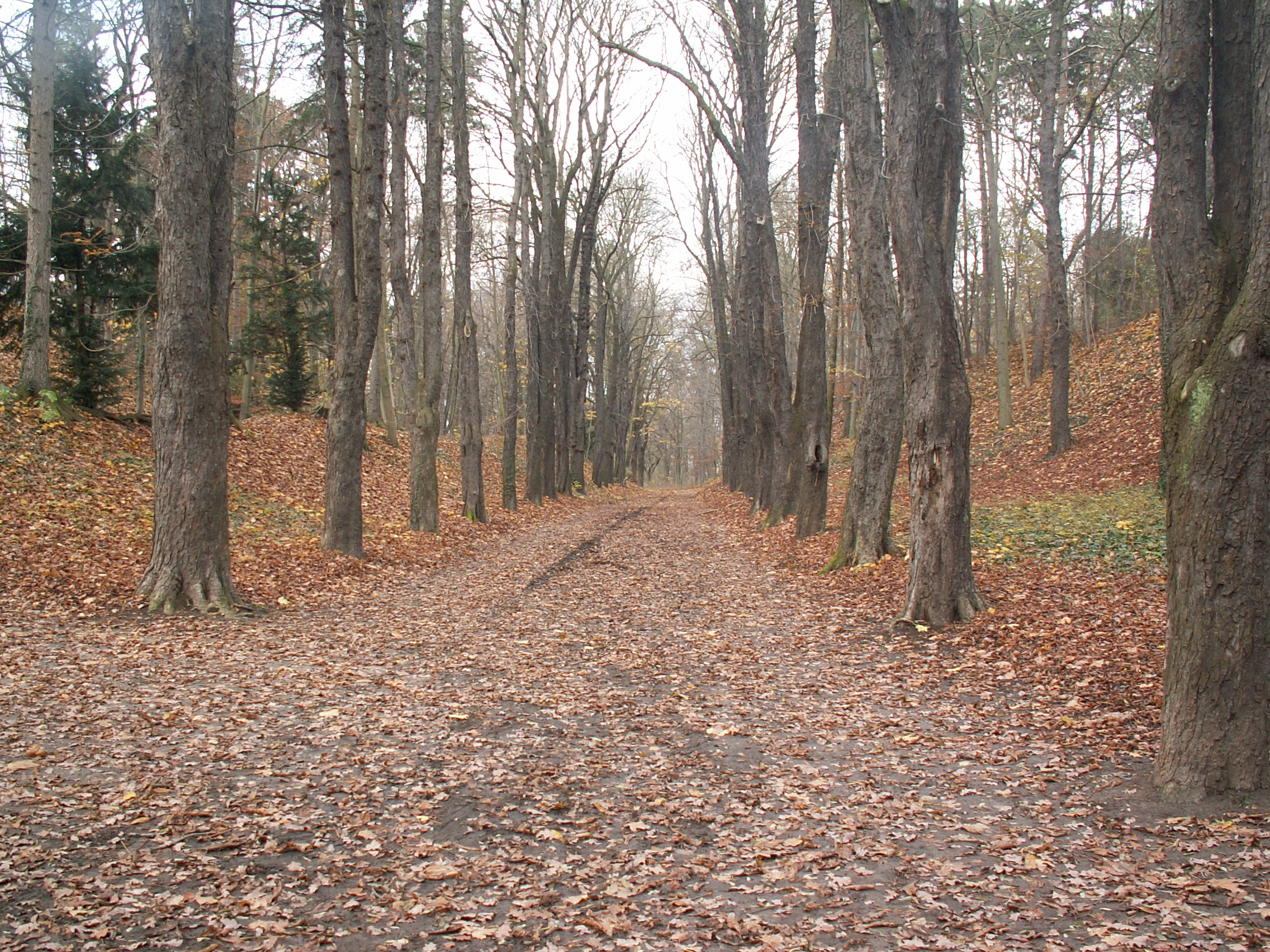
Alte Schießanlagen im Stephanspark

## Herrenbreite

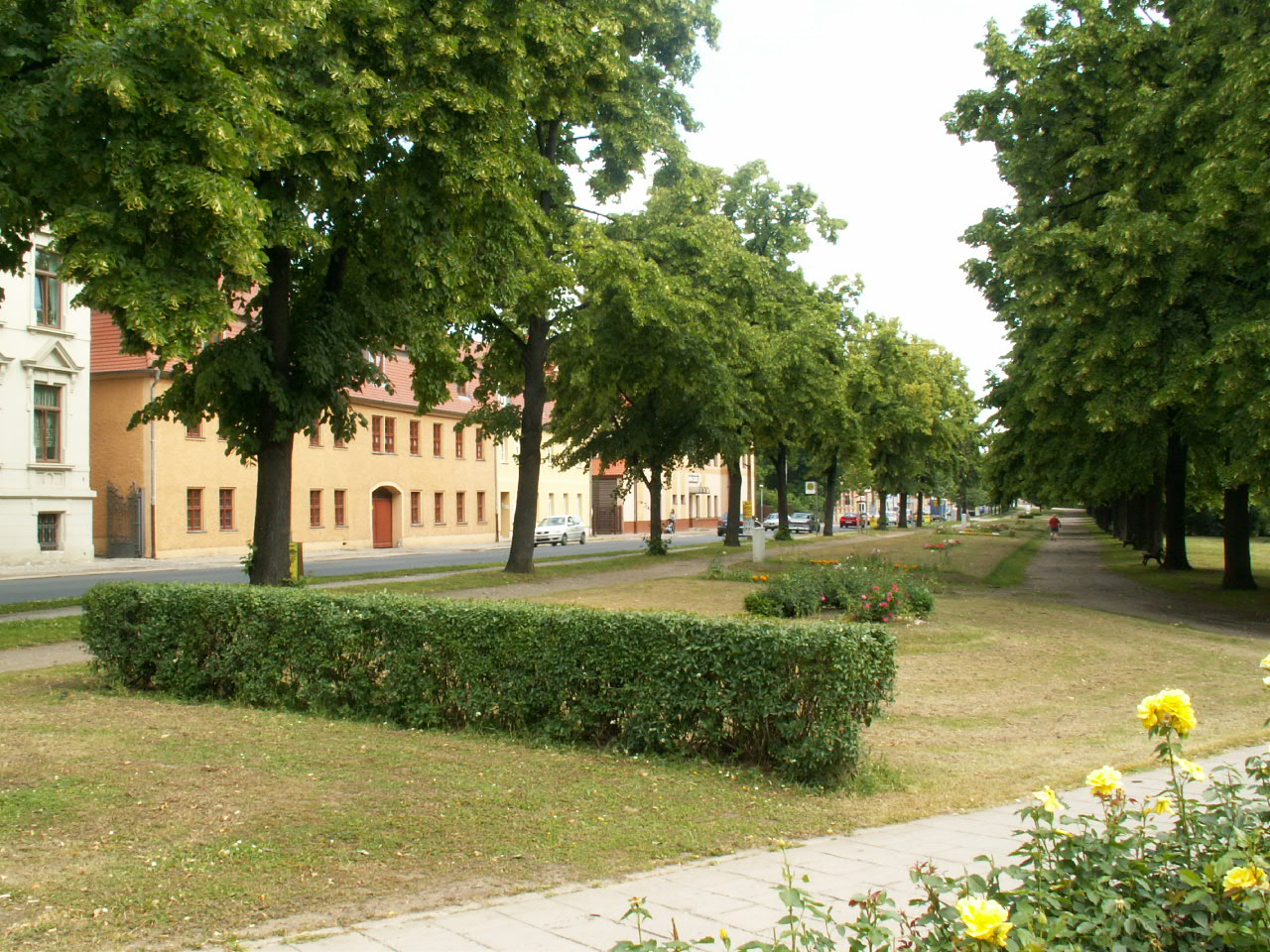
Herrenbreite

Als Herrenbreite wird ein seit 1436 angelegter, ab 1725 für die „Herren“ des hier stationierten Kürassierregiments als Reitplatz ausgebauter, parkähnlicher Platz bezeichnet, der eine Verbindung zwischen Bahnhof und Innenstadt herstellt. Die Stadt schaffte im 15. Jahrhundert durch Einebnung einen großen Platz. Die jetzige Größe erhielt der Platz erst im 18. Jahrhundert mit der sukzessiven Randbebauung. Mitten auf dem Platz wurden im Zuge der tiefgreifenden Neugestaltung anlässlich der Landesgartenschau Aschersleben 2010 ein dreieckiger Brunnen mit Wasserfontäne, Spiellandschaften, Ruheflächen und Themengärten angelegt. Am Rande des Anwesens in Richtung Innenstadt befanden sich bis 2010 ein Goldfischteich und Kunstobjekte, darunter ein inzwischen vor den Zoo umgesiedelter, bepflanzbarer Steinelefant, der 1975 vom Hallenser Bildhauer Otto Leibe (* 1913; † 2002) geschaffen wurde, und eine heute noch erhaltene Weltzeituhr, gestaltet im Jahre 1976 vom Ascherslebener Künstler Heinrich Rademacher (* 1939; † 2006). Zu DDR-Zeiten trug die Herrenbreite den Namen Platz der Jugend.

## Stadtpark
Der Park wurde 1829 als Friedhof der Stadt angelegt und blieb dies bis zum Jahre 1866. Mit dem Ende der Nutzung als Friedhof wurde der Park in seiner Ursprünglichkeit belassen und besitzt heute einen alten Laubbaumbestand. Es existiert noch das Wegenetz des Friedhofs und an der Mauer findet man heute noch vereinzelt alte Grabtafeln. Vor 1945 trug der Park den Namen Hindenburg-Park, zu Zeiten der DDR hieß er Thälmannpark, und 1954 wurde ein Denkmal mit der Büste Ernst Thälmanns aufgestellt, das jedoch nach 1989 entfernt wurde. Angrenzend an den Park befindet sich ein kleines Rosarium. In der Mitte des Parks steht seit 2010 eine Version des Gottorfer Riesenglobus, der an den Aschersleber Gelehrten Adam Olearius erinnert.

## Promenadenring
Der Ascherslebener Promenadenring ist ein über zwei Kilometer langer Rundweg für Fußgänger. Er verläuft entlang der Stadtmauer und entstand ab dem Jahre 1852 schrittweise, als man begann, den alten Stadtgraben zu verfüllen. 15 Türme sind gut erhalten.

## Eine-Terrassen
Zwischen Stadtpark und Altstadt lädt eine grüne Oase an der Eine zum Toben, Spielen, Sonnen und Flanieren ein.